# Parroquia de Livingston
La parroquia de Livingston (en inglés: Livingston Parish), fundada en 1832, es una de las 64 parroquias del estado estadounidense de Luisiana. En el año 2000 tenía una población de 91.814 habitantes con una densidad poblacional de 55 personas por km². La sede de la parroquia es Livingston.

## Geografía
Según la Oficina del Censo, la parroquia tiene un área total de 1820 km² (702,7 mi²), de la cual 1678 km² (647,9 mi²) es tierra y 142 km² (54,8 mi²) (7,80%) es agua.

### Parroquias adyacentes
- Parroquia de St. Helena - norte
- Parroquia de Tangipahoa - este
- Parroquia de St. John the Baptist - sureste
- Parroquia de Ascension - suroeste
- Parroquia de East Baton Rouge - oeste

## Carreteras
- Interestatal 12
- U.S. Highway 190
- Carretera Estatal de Luisiana 16
- Carretera Estatal de Luisiana 22
- Carretera Estatal de Luisiana 40
- Carretera Estatal de Luisiana 42
- Carretera Estatal de Luisiana 43
- Carretera Estatal de Luisiana 63
- Carretera Estatal de Luisiana 444

## Demografía
En el 2000 la renta per cápita promedia de la parroquia era de $38 887, y el ingreso promedio para una familia era de $44 071. En 2000 los hombres tenían un ingreso per cápita de $36,508 versus $22 325 para las mujeres. El ingreso per cápita para la parroquia era de $16 282. Alrededor del 11,40% de la población estaba bajo el umbral de pobreza nacional.

## Comunidades

### Ciudades y pueblos
| - Albany - Denham Springs | - French Settlement - Killian | - Livingston - Port Vincent | - Springfield - Walker |

### Zonas no incorporadas
- Holden
- Maurepas
- Watson
- Colyell
- Satsuma
- Watson